# 甘瑟症候群

甘瑟症候群是一種罕見的分離性障礙，其特徵是對問題的無意義或錯誤答案以及其他分離性症狀，如神遊、健忘症或轉換障礙，通常伴隨視覺假幻覺和意識狀態下降。此症候群也被稱為胡言亂語症候群、胡言亂語症候群、近似答案症候群、歇斯底里性假性失智症或監獄精神病